# 奥蒂尼站
奥蒂尼站（法語：Gare d'Ottignies）是比利时瓦隆布拉班特省奥蒂尼-新鲁汶市奥蒂尼片区的鐵路車站。2000年3月30日，奥蒂尼站新站房落成，取代了自1884年以来一直沿用的旧站房。

## 列车服务
该站目前提供以下列车服务：
- 城际列车 (IC-16) 布鲁塞尔 - 那慕爾 - 阿爾隆 - 卢森堡
- 城际列车 (IC-17) 布鲁塞尔机场 - 布鲁塞尔卢森堡 - 那慕尔 - 迪南（周一至周五）
- 城际列车 (IC-17) 布鲁塞尔 - 那慕尔 - 迪南（周末）
- 城际列车 (IC-18) 布鲁塞尔 - 那慕尔 - 列日（周一至周五）
- 地方列车 (L-08) 奥蒂尼 - 让布卢 - 那慕尔
- 地方列车 (L-14) 奥蒂尼 - 弗勒吕斯 - 沙勒罗瓦 - 塔米讷 - 那慕尔 - 让布
- 布鲁塞尔城市快铁（法语：Réseau express régional bruxellois） (S8) 布鲁塞尔 - 埃特贝克 - 奥蒂尼 - 新鲁汶
- 布鲁塞尔城市快铁 (S20) 鲁汶 - 瓦夫爾 - 奥蒂尼
- 布鲁塞尔城市快铁 (S81) 斯哈尔贝克 - 布鲁塞尔卢森堡 - 埃特贝克 - 奥蒂尼（周一至周五，仅高峰时段）

## 图集

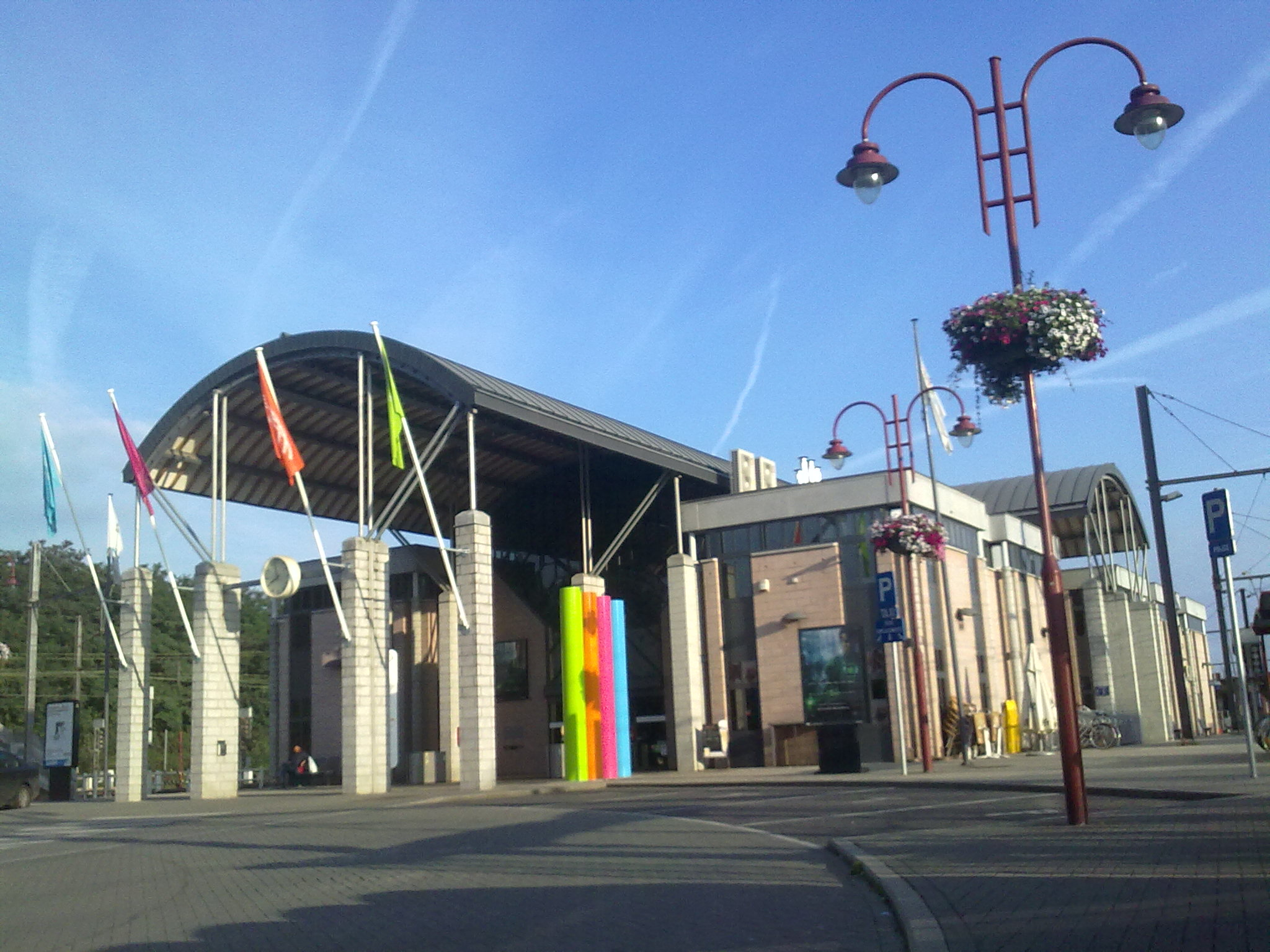
车站外望向站房
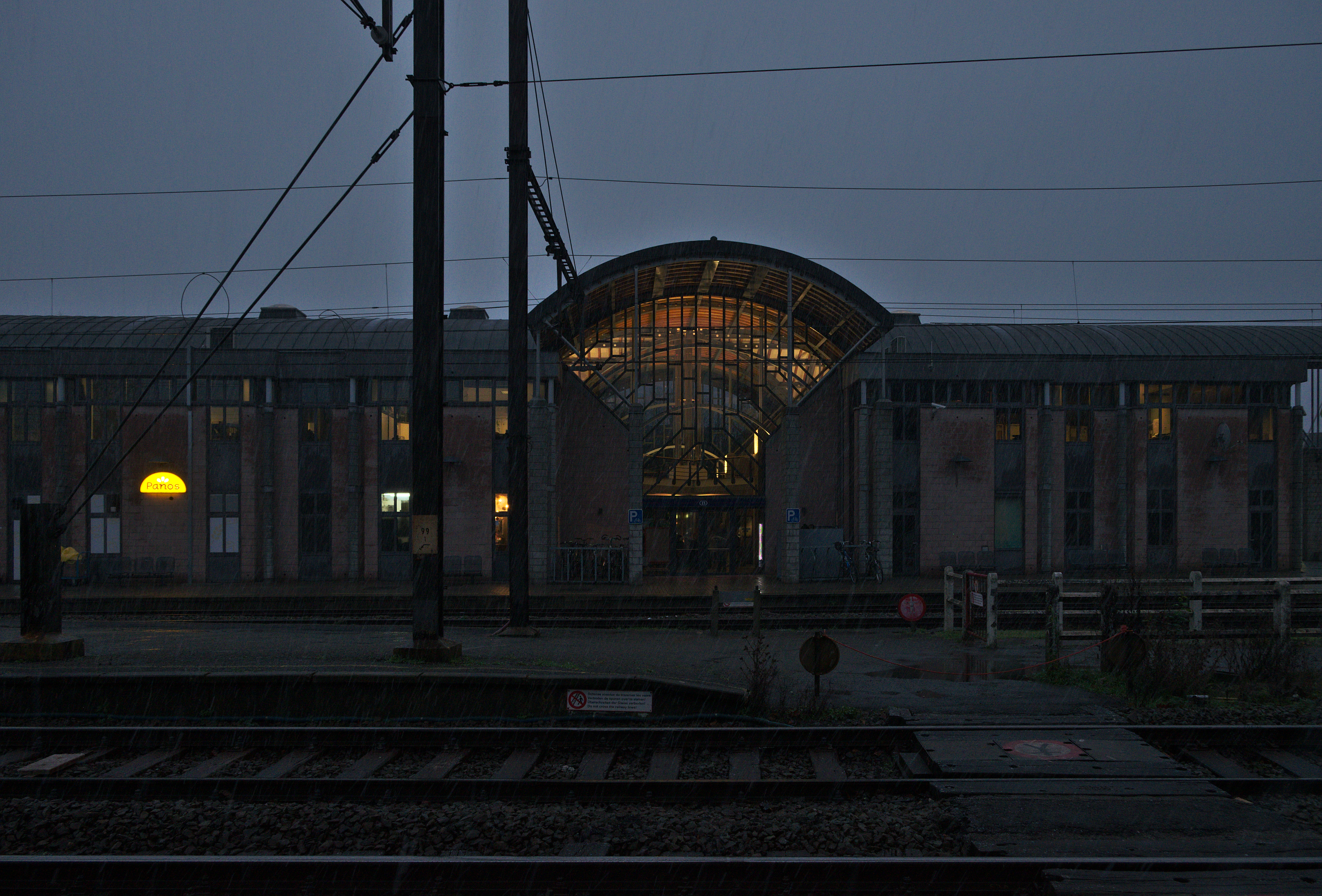
从站台望向站房
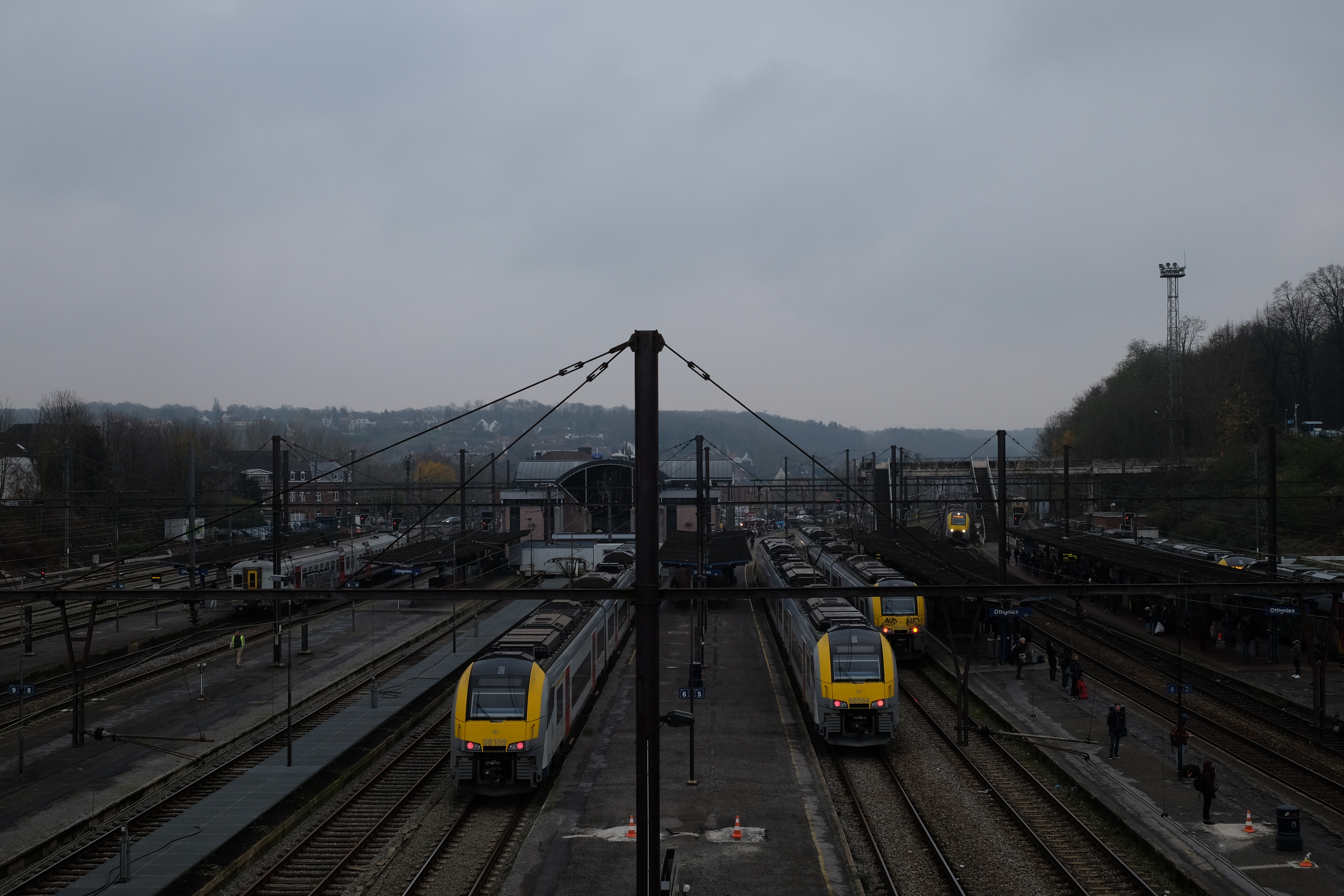
从北侧俯视站台
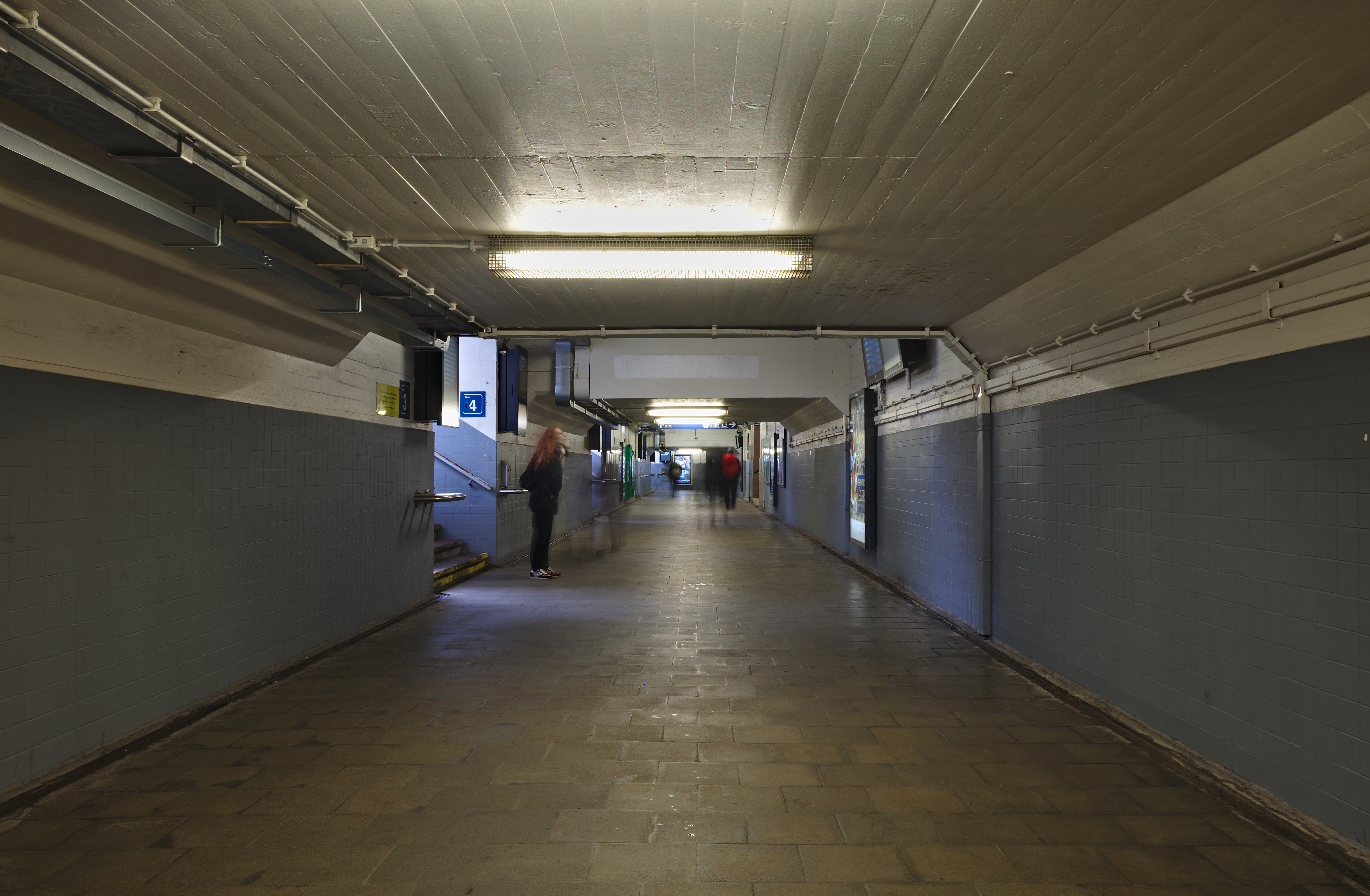
连接南侧站台的隧道